# Józef Naglik

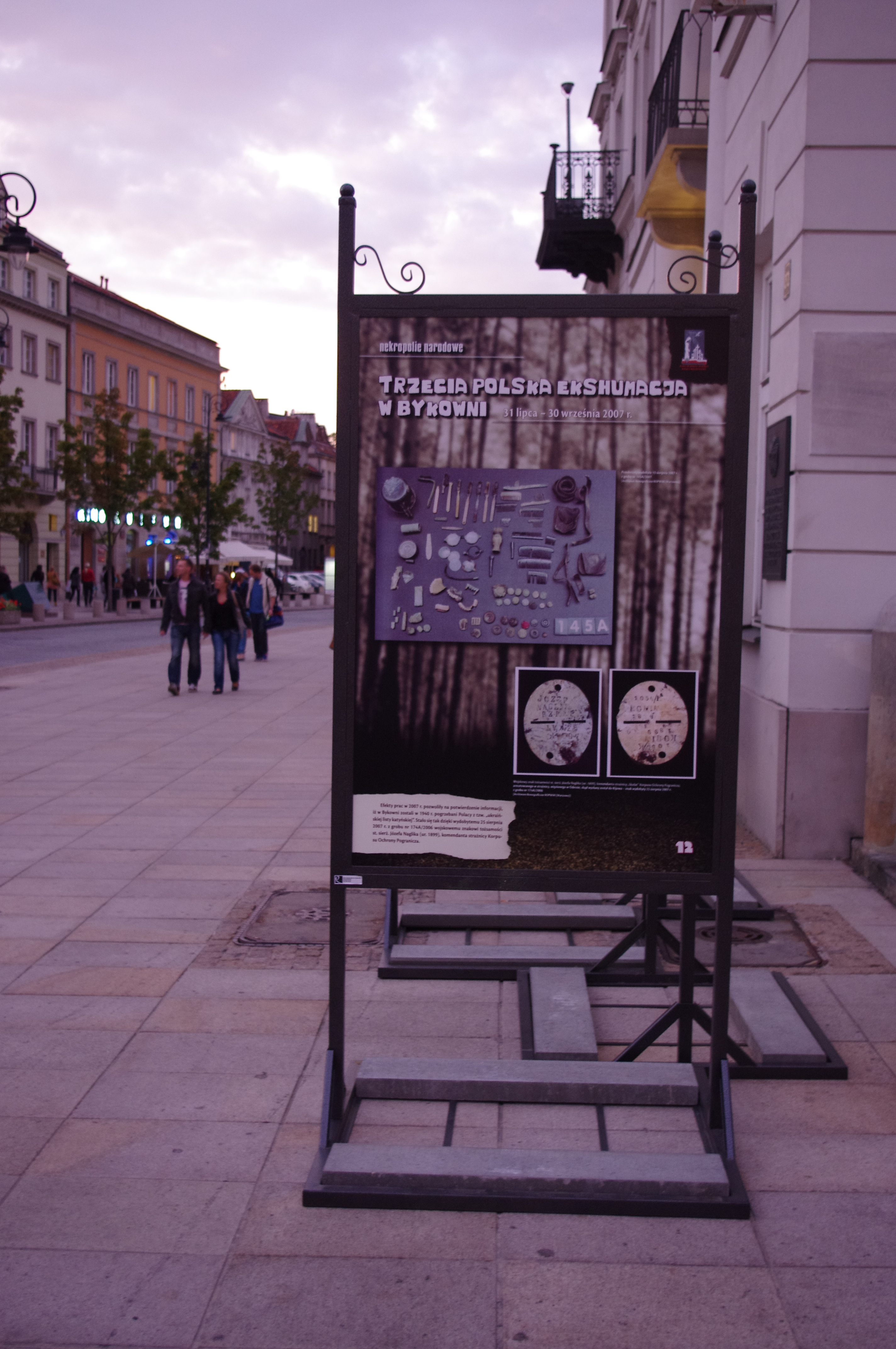
Wystawa plenerowa Polskie Nekropolie „Polski Cmentarz Wojenny w Kijowie-Bykowni (Czwarty Cmentarz Katyński)” na Krakowskim Przedmieściu w Warszawie (wrzesień 2012). Na tablicy widoczne zdjęcie nieśmiertelnika starszego sierżanta Józefa Naglika (pierwszy dowód na fakt pochówku polskich oficerów w Bykowni)

Józef Naglik (ur. 18 listopada 1899 w Koninie, zm. 1940 ?) – starszy sierżant Wojska Polskiego, dowódca strażnicy Korpusu Ochrony Pogranicza w Skałacie pod Tarnopolem, ofiara zbrodni katyńskiej.

## Życiorys
Uczestnik wojny polsko-bolszewickiej w 1920, za co został odznaczony Krzyżem Walecznych. W okresie poprzedzającym wybuch II wojny światowej pełnił funkcję dowódcy strażnicy Korpusu Ochrony Pogranicza. Aresztowany w październiku 1939, w swoim domu w Skałacie, przez funkcjonariuszy NKWD. Według zachowanych dokumentów NKWD znajdował się w grupie 3,4 tys. więźniów przetransportowanych w październiku 1940, do Kijowa, Charkowa i Chersonia. Okoliczności śmierci są nieznane. Rodzina Naglika została zesłana w czasie wojny w głąb Kazachstanu, a po przemianach demokratycznych w Polsce córka zaginionego poszukiwała go m.in. przez Rodziny Katyńskie, Ośrodek Karta i telewizyjny program „Ktokolwiek widział, ktokolwiek wie”.
W 2007 archeolodzy prowadzący wykopaliska w Bykowni, będącej potencjalnym miejscem pochówku polskich oficerów pomordowanych na Wschodzie, odnaleźli nieśmiertelnik należący do sierżanta Józefa Naglika. Nieśmiertelnik według historyków stanowi pierwszy niepodważalny dowód na to, iż część z pomordowanych Polaków została zabita w stolicy Ukrainy, a następnie pochowana w zbiorowych mogiłach w Bykowni. Nazwisko Józefa Naglika figuruje na tzw. Ukraińskiej Liście Katyńskiej. Został pochowany na otwartym w 2012 Polskim Cmentarzu Wojennym w Kijowie-Bykowni.